# Naturtheater Heidenheim

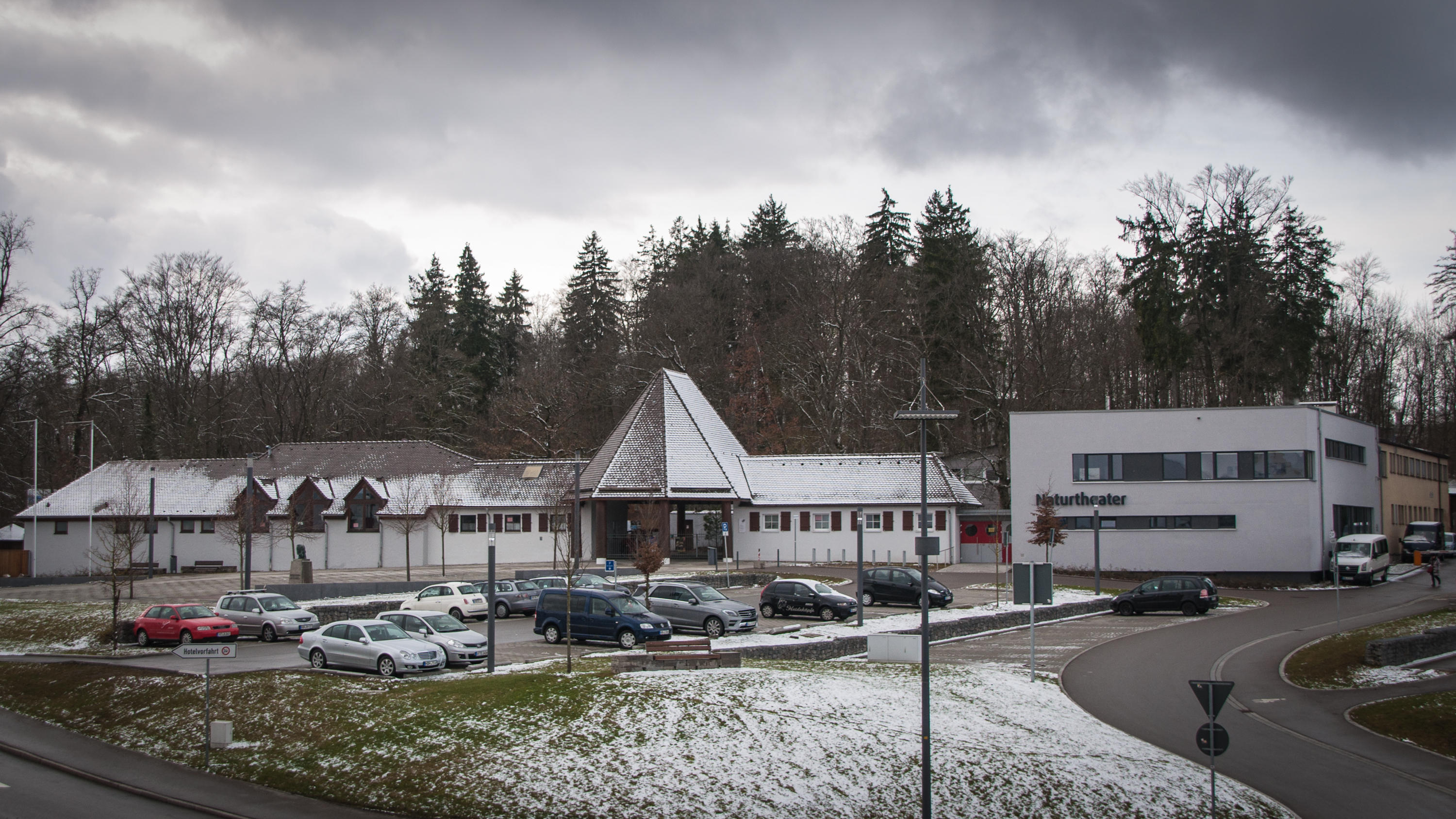
Naturtheater Heidenheim

Das Naturtheater Heidenheim ist eine Freilichtbühne in Heidenheim an der Brenz, die sich seit 1924 in direkter Nähe vom Schloss Hellenstein befindet. Das Programm richtet sich sowohl an Kinder als auch an Erwachsene. Das Theater zeichnet sich unter anderem dadurch aus, dass sämtliche Rollen von Amateurschauspielern gespielt werden.

## Geschichte
Die Vorgeschichte des Naturtheaters geht auf den Unteroffizier Gustav Müller (1884–1943) zurück, der während des Ersten Weltkrieges beschloss, einen Theaterverein zu gründen. Laut seiner Tochter habe sich der Unteroffizier unter schwerem Beschuss im Schützengraben geschworen: „Wenn ich hier rauskomme, will ich mein Leben einsetzen für etwas, was die Menschen verbindet: Die Kunst.“ Im Jahre 1919 wurde daraufhin die Volkskunstvereinigung gegründet, die 1921 in das Vereinsregister eingetragen wurde. Die Eröffnung der Freilichtbühne am Salamanderbächle fand 1924 statt. In diesem Jahr wurde Eugen Jaekle Ehrenvorsitzender.
Während des Zweiten Weltkriegs wurde der Spielbetrieb eingestellt, 1946 mit dem Theaterstück Das tapfere Schneiderlein wieder aufgenommen. Die Tradition eines jährlichen Kinderstückes wurde 1976 mit dem Räuber Hotzenplotz begonnen. Erfolgreich war 1981 die Shakespeare-Inszenierung Romeo und Julia. Im selben Jahr führten Meinungsverschiedenheiten zur Vereinsspaltung und die Freilichtbühne am Brenzursprung in Königsbronn wurde als eigenständige Bühne gegründet.
Mit Goethes Faust stand 1985 ein Klassiker auf dem Spielplan und drei Jahre später wurde Anatevka als erstes Musical im Heidenheimer Naturtheater aufgeführt. Die alte Zuschauerhalle wurde 1995 abgerissen und durch ein modernes, freitragendes Bauwerk mit einer Kapazität von 1068 Sitzplätzen ersetzt. Eine Besonderheit stellt 1997 die Aufführung des Musicals Linie 1 dar: Die 17 Aufführungen fanden nicht im Naturtheater selbst, sondern im Heidenheimer Hauptbahnhof statt, wobei der laufende Bahnbetrieb als echte Kulisse diente. 2006 erhielt der Verein ein neues Werkstattgebäude mit einem weiteren Probenraum, einer Schneiderei sowie vergrößerte Räume für den Kostümverleih. Bis heute stehen immer häufiger moderne oder selten auf Freilichtbühnen gespielte Werke auf dem Programm. So kamen im Jahr 2000 Amadeus, 2001 Sister Act oder 2004 Katharina Knie zur Aufführung. Mit Abschluss der Bauarbeiten auf dem Vorplatz zum Naturtheater erhielt das gesamte Umfeld, das als Naherholungsgebiet genutzt wird, ab 2009 ein neues Aussehen.
Im Jahr 2011 besuchten insgesamt 41.125 Zuschauer die Inszenierungen der Sommerspielzeit Ich denke oft an Piroschka und Pinocchio. Das Publikum setzte sich über den Landkreis Heidenheim hinaus aus Besuchern aus den angrenzenden Landkreisen sowie auch aus allen Ecken Deutschlands zusammen. 2016 wurde mit einem erneuten Umbau zur Vergrößerung des Kostümverleihs, der Neugestaltung der vereinsinternen Klause sowie der Theaterbühne begonnen.
Zum hundertjährigen Bestehen des Vereins 2019, welches unter dem Motto „Hundert Jahre – Hundert Veranstaltungen“ stand, wurde mit besonderem Aufwand das Musical West Side Story von Leonard Bernstein aufgeführt. Neben zahlreichen Sonderveranstaltungen und zusätzlichen Aufführungen wurde in Kooperation mit dem Theater der Stadt Aalen das Stück ...und einig wollen wir handeln aufgeführt, welches die erste Inszenierung der Freilichtbühne (das Stück Wilhelm Tell aus dem Jahre 1924) zum Thema hatte und gesellschaftskritische Punkte in die heutige Zeit übertrug.
2024 stand unter dem Einfluss des hundertjährigen Bestehens der Freilichtbühne. Neben den regulären Stücken Annie und Der Räuber Hotzenplotz stand als Sonderaufführung abermals Wilhelm Tell auf dem Programm.

## Verein
Mit über 500 Mitgliedern jeglichen Alters gehört der Verein Naturtheater Heidenheim zu den populären Vereinen der Stadt Heidenheim und der Umgebung. Der heutige Vorstand (2025) setzt sich zusammen aus Thomas Schirm, Lara Tschabrun, Dirk Steffens, Stephan Fritz und Martina Remlinger. Das Naturtheater wird von der Stadt Heidenheim und von dem 2020 gegründeten Verein Freunde des Naturtheater finanziell unterstützt.

## Verzeichnis der Aufführungen
| Erwachsenenstück                                                             | Autor                             | Inszenierung                                    | Spieljahr | Kinderstück                                                                  | Autor                                       | Inszenierung                                            |
| ---------------------------------------------------------------------------- | --------------------------------- | ----------------------------------------------- | --------- | ---------------------------------------------------------------------------- | ------------------------------------------- | ------------------------------------------------------- |
| Die drei Musketiere                                                          | Alexandre Dumas / Sarah Krenz     | Karsten Tanzmann                                | 2025      | Alice im Wunderland                                                          | nach Lewis Carroll                          | Bettina Ostermayer, Oliver von Fürich                   |
| Annie                                                                        | Charles Strouse / Thomas Meehan   | Max Barth                                       | 2024      | Der Räuber Hotzenplotz                                                       | nach Otfried Preußler                       | Ben Retetzki                                            |
| Der Raub der Sabinerinnen                                                    | nach Franz und Paul von Schönthan | Brigitte Prinz, Markus Hirschberger             | 2023      | Hui Buh                                                                      | Eberhard Alexander-Burgh                    | Kerstin Keppler, Hardy Keppler                          |
| Der Graf von Monte Christo                                                   | Alexandre Dumas                   | Ulrike Valentin, Stephan Fritz                  | 2022      | Eine Woche voller SAMStage                                                   | Paul Maar                                   | Oliver von Fürich                                       |
| Der Graf von Monte Christo (aufgrund der COVID-19-Pandemie verlegt auf 2022) | Alexandre Dumas                   | –                                               | 2020      | Eine Woche voller SAMStage (aufgrund der COVID-19-Pandemie verlegt auf 2022) | Paul Maar                                   | –                                                       |
| West Side Story                                                              | Leonard Bernstein                 | Ulrike Valentin, Cornelia Härtner               | 2019      | Herr der Diebe                                                               | Cornelia Funke                              | Susanne Schneider, Ingo Schneider                       |
| Frühstück bei Tiffany                                                        | Truman Capote                     | Regine Czichon, Kerstin Keppler                 | 2018      | Der Prinz und der Bettelknabe                                                | Mark Twain                                  | Maximilian Barth                                        |
| My Fair Lady                                                                 | Frederick Loewe, Alan J. Lerner   | Petra Pfisterer, Marita Kasischke               | 2017      | Der Zauberer von Oz                                                          | Lyman Frank Baum                            | Oliver von Fürich                                       |
| Die Feuerzangenbowle                                                         | Heinrich Spoerl                   | Claudia Becker, Iris Ostermayer, Lara Tschabrun | 2016      | Die kleine Hexe                                                              | Otfried Preußler                            | Stephan Fritz                                           |
| Hexenjagd                                                                    | Arthur Miller                     | Susanne Schneider, Ingo Schneider               | 2015      | Peter Pan                                                                    | James Matthew Barrie                        | Oliver von Fürich                                       |
| The Blues Brothers                                                           | Dan Aykroyd, John Landis          | Sonja Fritz, Ulrike Valentin, Marc Jahraus      | 2014      | Pippi Langstrumpf                                                            | Astrid Lindgren                             | Stephan Fritz                                           |
| Kohlhiesels Töchter                                                          | Hanns Kräly                       | Klaus Gröner                                    | 2013      | Robin Hood                                                                   | Sage                                        | Markus Hirschberger, Bettina Ostermayer                 |
| Das Wirtshaus im Spessart                                                    | Wilhelm Hauff                     | Bettina Ostermayer, Markus Hirschberger         | 2012      | Michel aus Lönneberga                                                        | Astrid Lindgren                             | Oliver von Fürich                                       |
| Ich denke oft an Piroschka                                                   | Hugo Hartung                      | Klaus Gröner                                    | 2011      | Pinocchio                                                                    | Carlo Collodi                               | Susanne Schneider, Ingo Schneider                       |
| Faust                                                                        | Johann Wolfgang von Goethe        | Gudrun Skupin                                   | 2010      | Bill Bo und seine Bande                                                      | Josef Göhlen                                | Stephan Fritz, Ulrike Valentin                          |
| Oliver!                                                                      | Lionel Bart                       | Oliver von Fürich                               | 2009      | Emil und die Detektive                                                       | Erich Kästner                               | Stephan Fritz                                           |
| Der Brandner Kaspar                                                          | Kurt Wilhelm                      | Dieter Rathgeber                                | 2008      | Tom Sawyer und Huckleberry Finn                                              | nach Mark Twain                             | Bettina Barth, Markus Hirschberger                      |
| Don Camillo und Peppone                                                      | Gerold Theobalt                   | Dieter Rathgeber                                | 2007      | Die Biene Maja                                                               | Rainer Lenz                                 | Bettina Barth, Markus Hirschberger                      |
| Ein Sommernachtstraum                                                        | William Shakespeare               | Susanne Schneider, Ingo Schneider               | 2006      | Jim Knopf und Lukas der Lokomotivführer                                      | nach Michael Ende                           | Gerburg Maria Müller                                    |
| Anatevka                                                                     | Joseph Stein / Jerry Bock         | Oliver von Fürich                               | 2005      | Das kalte Herz                                                               | nach Wilhelm Hauff                          | Anja Bäuerle-Tschabrun, Christian Horn, Ulrike Valentin |
| Katharina Knie                                                               | Carl Zuckmayer                    | Gerburg Maria Müller                            | 2004      | Eine Woche voller SAMStage                                                   | nach Paul Maar                              | Oliver von Fürich                                       |
| Der Glöckner von Notre-Dame                                                  | nach Victor Hugo                  | Oliver von Fürich, Thomas Jentscher             | 2003      | Der kleine Vampir                                                            | nach Angela Sommer-Bodenburg                | Katrin Strang                                           |
| Das Dschungelbuch                                                            | nach Rudyard Kipling              | Anuschka Josipovic, Stefanie Aufleger           | 2002      | Momo                                                                         | nach Michael Ende                           | Susanne Schneider, Ingo Schneider                       |
| Sister Act                                                                   | Alan Menken                       | Anuschka Josipovic, Susanne Ruppender           | 2001      | Pünktchen und Anton                                                          | nach Erich Kästner                          | Oliver von Fürich                                       |
| Amadeus                                                                      | Peter Shaffer                     | Oliver von Fürich, Thomas Bosch                 | 2000      | Pippi Langstrumpf                                                            | nach Astrid Lindgren                        | Anuschka Josipovic, Susanne Ruppender                   |
| Annie                                                                        | Charles Strouse / Thomas Meehan   | Oliver von Fürich                               | 1999      | Der Räuber Hotzenplotz                                                       | nach Otfried Preußler                       | Bernd Weser                                             |
| Don Juan                                                                     | Molière                           | Peter-Paul Zahl                                 | 1998      | Die kleine Hexe                                                              | Otfried Preußler                            | Martin Wechsel                                          |
| Hamlet                                                                       | William Shakespeare               | Bernd Weser                                     | 1997      | Die Brüder Löwenherz                                                         | Astrid Lindgren                             | Thomas Bosch                                            |
| Viel Lärm um nichts                                                          | William Shakespeare               | Brigitte Prinz, Karin Valentin                  | 1996      | Die Schöne und das Biest                                                     | nach Gabrielle-Suzanne de Villeneuve        | Oliver von Fürich                                       |
| Im weißen Rößl                                                               | Ralph Benatzky                    | Dankwart Schickler                              | 1995      | Alice im Wunderland                                                          | nach Lewis Carroll                          | Oliver von Fürich                                       |
| Das Wirtshaus im Spessart                                                    | Kurt Hoffmann                     | Thomas Dietrich                                 | 1994      | Michel aus Lönneberga                                                        | nach Astrid Lindgren                        | Oliver von Fürich                                       |
| Cyrano de Bergerac                                                           | Edmond Rostand                    | Dieter Köhrer                                   | 1993      | Ronja Räubertochter                                                          | nach Astrid Lindgren                        | Oliver von Fürich                                       |
| Lumpazivagabundus                                                            | Johann Nestroy                    | Martin Wechsel                                  | 1992      | Der Zauberer von Oz                                                          | nach Lyman Frank Baum                       | Oliver von Fürich                                       |
| Romeo und Julia                                                              | William Shakespeare               | Bernd Weser                                     | 1991      | Jim Knopf und Lukas der Lokomotivführer                                      | nach Michael Ende                           | Ilse Merkel                                             |
| My Fair Lady                                                                 | Frederick Loewe, Alan Jay Lerner  | Thomas Dietrich                                 | 1990      | Schneewittchen Oliver Twist                                                  | nach den Brüdern Grimm nach Charles Dickens | Oliver von Fürich Bernd Weser Karsten Todt              |
| Die Dreigroschenoper                                                         | Bertolt Brecht, Kurt Weill        | Hans-Peter Kurz                                 | 1989      | Die drei Musketiere                                                          | nach Alexandre Dumas                        | Alexander Schottky, Karsten Todt                        |
| Anatevka                                                                     | Joseph Stein / Jerry Bock         | Hans-Peter Kurz                                 | 1988      | Kasimir, das Schlossgespenst                                                 | ?                                           | Ilse Merkel                                             |
| Ein Sommernachtstraum                                                        | William Shakespeare               | Wolfgang Spielvogel                             | 1987      | Das Dschungelbuch                                                            | nach Rudyard Kipling                        | Ilse Merkel                                             |
| Wilhelm Tell                                                                 | Friedrich Schiller                | Hans-Peter Kurz                                 | 1986      | Die kleine Hexe                                                              | nach Otfried Preußler                       | Ilse Merkel                                             |
| Faust                                                                        | Johann Wolfgang von Goethe        | Hans-Peter Kurz, Rainer Preininger              | 1985      | Aschenputtels Wundertraum                                                    | ?                                           | Klaus Gröner                                            |
| Liebesstreik                                                                 | nach Aristophanes                 | Peter-Paul Zahl                                 | 1984      | Der Räuber Hotzenplotz                                                       | nach Otfried Preußler                       | Klaus Gröner                                            |
| Turandot                                                                     | Carlo Gozzi                       | Martin Wechsel                                  | 1983      | Pippi Langstrumpf                                                            | nach Astrid Lindgren                        | Ilse Merkel                                             |
| Die deutschen Kleinstädter                                                   | August von Kotzebue               | Martin Wechsel                                  | 1982      | Robin Hood                                                                   | ?                                           | Gerhard Majer                                           |
| Romeo und Julia                                                              | nach William Shakespeare          | Hans-Peter Kurz                                 | 1981      | Die Biene Maja                                                               | nach Waldemar Bonsels                       | Ilse Merkel                                             |
| Der Bürger als Edelmann                                                      | Molière                           | Georg Aufenanger                                | 1980      | Pinocchio                                                                    | Carlo Collodi                               | Dankwart Schickler                                      |
| Liliom                                                                       | Ferenc Molnár                     | Werner Vespermann                               | 1979      | Rasmus, Pontus und der Schwertschlucker                                      | nach Astrid Lindgren                        | Klaus Rathgeber                                         |
| Der Brandner Kaspar                                                          | Kurt Wilhelm                      | Harald Donrseiff                                | 1978      | Das tapfere Schneiderlein                                                    | nach den Brüdern Grimm                      | Klaus Rathgeber                                         |
| Till Eulenspiegel                                                            | ?                                 | Harald Donrseiff                                | 1977      | Die kleine Hexe                                                              | nach Otfried Preußler                       | Herbert Lillie                                          |
| Ein Sommernachtstraum                                                        | nach William Shakespeare          | Harald Donrseiff                                | 1976      | Der Räuber Hotzenplotz                                                       | nach Otfried Preußler                       | Werner Breyer                                           |
| Das Wirtshaus im Spessart                                                    | Kurt Hoffmann                     | Dieter Junginger                                | 1975      |                                                                              |                                             |                                                         |
| Der tolle Tag                                                                | Beaumarchais                      | Klaus Puhlmann                                  | 1974      |                                                                              |                                             |                                                         |
| Der Maulkorb                                                                 | nach Heinrich Spoerl              | Dieter Junginger                                | 1973      |                                                                              |                                             |                                                         |
| Piroschka                                                                    | nach Hugo Hartung                 | Dieter Junginger                                | 1972      |                                                                              |                                             |                                                         |
| Schneider Wibbel                                                             | Hans Müller-Schlösser             | Dieter Junginger                                | 1971      |                                                                              |                                             |                                                         |
| Der fröhliche Weinberg                                                       | Carl Zuckmayer                    | Emil Lillie                                     | 1970      |                                                                              |                                             |                                                         |
| Was ihr wollt                                                                | William Shakespeare               | Reinhold Ockel                                  | 1969      |                                                                              |                                             |                                                         |
| Das kleine Teehaus                                                           | John Patrick                      | Reinhold Ockel                                  | 1968      |                                                                              |                                             |                                                         |
| Schwäbische Weibertreu                                                       | ?                                 | Reinhold Ockel                                  | 1967      |                                                                              |                                             |                                                         |
| Als ich wiederkam                                                            | ?                                 | Reinhold Ockel                                  | 1966      |                                                                              |                                             |                                                         |
| Im weißen Rößl                                                               | Ralph Benatzky                    | Reinhold Ockel                                  | 1965      |                                                                              |                                             |                                                         |
| Spion von Aalen                                                              | Paul Wanner                       | Klaus Heydenreich                               | 1964      |                                                                              |                                             |                                                         |
| Die Jungfrau von Orleans                                                     | Friedrich Schiller                | Elisabeth Burkhardt                             | 1963      |                                                                              |                                             |                                                         |
| Andreas Hofer                                                                | Paul Wanner                       | Elisabeth Burkhardt                             | 1962      |                                                                              |                                             |                                                         |
| Der Geiger von Gmünd                                                         | Paul Wanner                       | Elisabeth Burkhardt                             | 1961      |                                                                              |                                             |                                                         |
| Der Schneider von Ulm                                                        | Paul Wanner                       | Emil Lillie                                     | 1960      |                                                                              |                                             |                                                         |
| Wilhelm Tell                                                                 | Friedrich Schiller                | Elisabeth Burkhardt                             | 1959      |                                                                              |                                             |                                                         |
| Die Weiber von Schorndorf                                                    | Paul Wanner                       | Elisabeth Burkhardt                             | 1958      |                                                                              |                                             |                                                         |
| Schelm von Bergen                                                            | Carl Zuckmayer                    | Alfred Bahmann                                  | 1957      |                                                                              |                                             |                                                         |
| Götz von Berlichingen                                                        | Johann Wolfgang von Goethe        | Alfred Bahmann                                  | 1956      |                                                                              |                                             |                                                         |
| Pechvogel-Nibelungen                                                         | ?                                 | Alfred Bahmann                                  | 1955      |                                                                              |                                             |                                                         |
| Die Nibelungen                                                               | Friedrich Hebbel                  | Alfred Bahmann                                  | 1954      |                                                                              |                                             |                                                         |
| Das große Welttheater                                                        | Pedro Calderón de la Barca        | Alfred Bahmann                                  | 1953      |                                                                              |                                             |                                                         |
| Wilhelm Tell                                                                 | Friedrich Schiller                | Reinhold Ockel                                  | 1952      |                                                                              |                                             |                                                         |
| Bettler vor dem Kreuz                                                        | Paul Wanner                       | Reinhold Ockel                                  | 1951      |                                                                              |                                             |                                                         |
| Die Pfingstorgel                                                             | Alois Johannes Lippl              | Alfred Bahmann                                  | 1950      |                                                                              |                                             |                                                         |
| Baumeister Gottes                                                            | Paul Wanner                       | Robert Kolb                                     | 1949      |                                                                              |                                             |                                                         |
| Der Geiger von Gmünd                                                         | nach Justinus Kerner              | Robert Kolb                                     | 1948      |                                                                              |                                             |                                                         |
| Gretle von Strümpfelbach                                                     | nach Sophie Tschorn               | Robert Kolb                                     | 1947      |                                                                              |                                             |                                                         |
| Das tapfere Schneiderlein                                                    | nach den Brüdern Grimm            | Emil Lillie                                     | 1946      |                                                                              |                                             |                                                         |
| Jung Siegfried                                                               | ?                                 | ?                                               | 1944      |                                                                              |                                             |                                                         |
| Egmont                                                                       | Johann Wolfgang von Goethe        | Gerhard Uhde                                    | 1939      |                                                                              |                                             |                                                         |
| Die Jungfrau von Orleans                                                     | Friedrich Schiller                | Gerhard Uhde                                    | 1938      |                                                                              |                                             |                                                         |
| Wilhelm Tell                                                                 | Friedrich Schiller                | Aloys Hepp                                      | 1937      |                                                                              |                                             |                                                         |
| Engel Hiltensperger                                                          | nach Georg Schmückle              | Aloys Hepp                                      | 1936      |                                                                              |                                             |                                                         |
| Agnes Bernauer                                                               | Friedrich Hebbel                  | Aloys Hepp                                      | 1935      |                                                                              |                                             |                                                         |
| Totila                                                                       | ?                                 | Aloys Hepp                                      | 1934      |                                                                              |                                             |                                                         |
| Das große Welttheater                                                        | Pedro Calderón de la Barca        | Aloys Hepp                                      | 1933      |                                                                              |                                             |                                                         |
| Götz von Berlichingen                                                        | Johann Wolfgang von Goethe        | Aloys Hepp                                      | 1932      |                                                                              |                                             |                                                         |
| Genoveva                                                                     | Friedrich Hebbel                  | Aloys Hepp                                      | 1931      |                                                                              |                                             |                                                         |
| Schwabenherzog Ernst                                                         | ?                                 | Aloys Hepp                                      | 1930      |                                                                              |                                             |                                                         |
| Das Käthchen von Heilbronn                                                   | Heinrich von Kleist               | Aloys Hepp                                      | 1929      |                                                                              |                                             |                                                         |
| Der arme Konrad                                                              | ?                                 | Aloys Hepp                                      | 1928      |                                                                              |                                             |                                                         |
| Der junge König                                                              | ?                                 | Aloys Hepp                                      | 1927      |                                                                              |                                             |                                                         |
| Die Nibelungen                                                               | ?                                 | Aloys Hepp                                      | 1926      |                                                                              |                                             |                                                         |
| Andreas Hofer                                                                | ?                                 | Gustav Müller, Aloys Hepp                       | 1925      |                                                                              |                                             |                                                         |
| Wilhelm Tell                                                                 | Friedrich Schiller                | Gustav Müller, Aloys Hepp                       | 1924      |                                                                              |                                             |                                                         |